# 塞莱特
塞莱特（法語：Cellettes，法語發音：[selɛt]）是法国卢瓦-谢尔省的一个市镇，位于该省中西部偏南，属于布卢瓦区。

## 地理
塞莱特（47°31'41"N, 1°22'50"E）面积20.96 平方千米，位于法国中央-卢瓦尔河谷大区卢瓦-谢尔省，该省份为法国中北部省份，北起厄尔-卢瓦省，东北接卢瓦雷省，东南接谢尔省，南至安德尔省，西南接安德尔-卢瓦尔省，西北接萨尔特省。
与塞莱特接壤的市镇（或旧市镇、城区）包括：沙耶、舍韦尼、希特奈、科尔默赖、库尔舍韦尼、尚博尔附近蒙、圣热尔韦拉福雷、瑟尔。

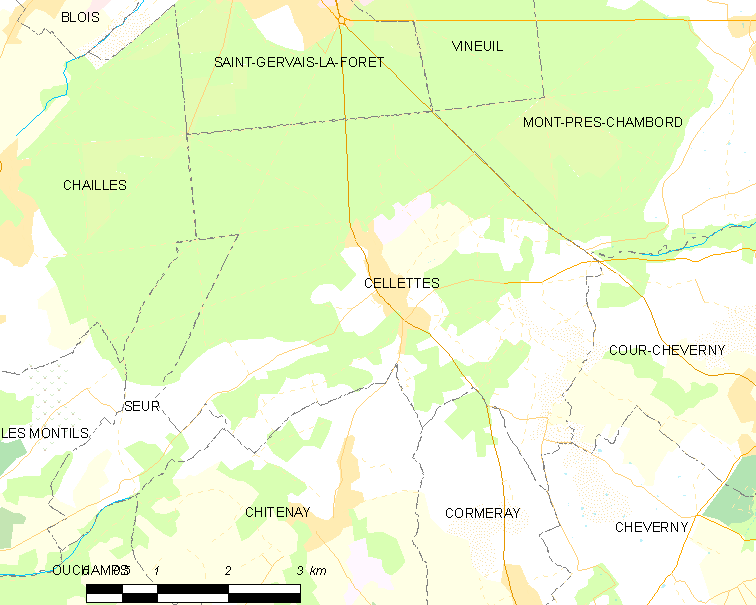
塞莱特的OSM定位图

塞莱特的时区为UTC+01:00、UTC+02:00（夏令时）。

## 行政
塞莱特的邮政编码为41120，INSEE市镇编码为41031。

## 政治
塞莱特所属的省级选区为维讷伊县。

## 人口

1962-2008年间塞莱特人口变化图示

塞莱特于2022年1月1日时的人口数量为2700人。